# リガ車両製作工場

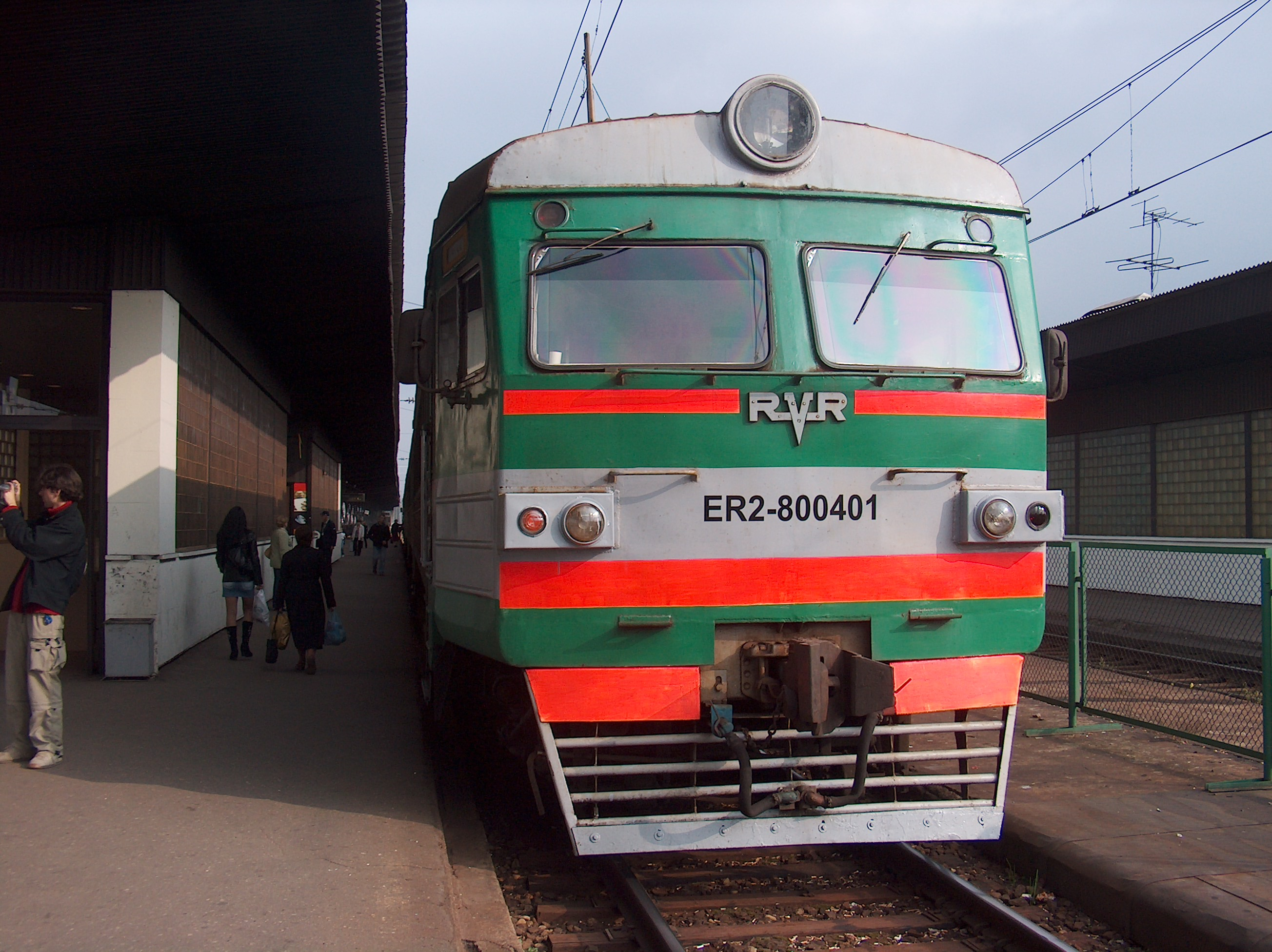
リガ中央駅でのER2形

リガ車両製作工場（リガしゃりょうせいさくこうじょう、RVR: Rīgas Vagonbūves Rūpnīca）は、当初フェニックス (Phoenix / Fenikss) の名で1895年にOscar Freywirthによって設立された、ラトビアでも有力な機械製作工場である。RVRはリガに拠点を置き、旧ソビエト連邦で長年最大の電車・気動車・路面電車のメーカーであった。よく知られている車両としてはエレクトリーチカと呼ばれる都市近郊型電車で、ER1形 (ЭР1)、ER2形 (ЭР2)、ER7形 (ЭР7)、ЭР9型 (ЭР9) があり、今日でも多くが運用されている。1973年から1988年にかけて高速鉄道用のЭР200型を製造し、近年はラトビアの鉄道会社、パッサジエル・ヴィリシエン (Pasažieru Vilciens) が運用する車両の更新事業に関わった。

## 歴史
1936年、Fenikss社はヴァイログス株式会社へ再編され、後に後にフォード-ヴァログス自動車 (Ford-Vairogs) のライセンス生産を行った。

## 製品

### 鉄道車両
現在開発中の新型気動車DR1B形は、2から12両編成でEuro3標準に適合するエンジンである。RVRは現在旧式のER2とER9電車の改装と並行してER22/29/35の開発を行っている。これらの車両は、積層プラスチックやアルミパネル、ガラス繊維製の新設計の内装となる。顧客は皮製と織物製の座席を選択できる。

### 路面電車
1923年から1930年、第一次世界大戦後の再建完了後、40両をリガ市の路面電車に納入した。第二次世界大戦後は1949年にMTV-82路面電車の生産を開始した。2002年、RVRはリガ市長とリガの路面電車を2010年までに一度に更新する契約を交わした。新型の路面電車はこれまでより快適で安全になり現在のタトラ製よりも静粛になる。RVRによれば、新車両は明るく広々とした内装を特徴としており、エネルギー効率は従来車より20 - 30%向上する。毎年15両から20両ほどのペースで生産される予定で、タトラ製車両は次第に運用から退くことになる。2008年現在、多くのRVR製路面電車がラトビア第2の都市であるダウガフピルスで運転されている。

## 現在の運用
多くのソ連時代に生産されたRVR製車両が、旧ソ連諸国で今でも運用されている。2007年現在での運用者は以下の通りである。ごく少数の都市でRVR製の路面電車がまだ使用されているが、旧ソビエトの大半の都市ではタトラ（チェコ車両メーカー）製が走っている。
| 会社名                     | 国               | 運用車種 (番号)                                        |
| -------------------------- | ---------------- | ------------------------------------------------------ |
| アルメニア鉄道             | アルメニア       | ER22 (66)                                              |
| アゼルバイジャン鉄道       | アゼルバイジャン | ER2 (74)                                               |
| ブルガリア国鉄             | ブルガリア       | Class 32 (79), Class 33 (6)                            |
| ベラルーシ鉄道             | ベラルーシ       | ER9 (57), DR1 (?)                                      |
| エストニア国鉄             | エストニア       | ER2 (10), ET2 (1), DR1 (12)                            |
| グルジア鉄道               | グルジア         | ER2 (?)                                                |
| カザフスタン鉄道           | カザフスタン     | ER9 (77), DR1 (10)                                     |
| リトアニア鉄道             | リトアニア       | ER9 (16), DR1 (14), AR2 (1)                            |
| パッサジエル・ヴィリシエン | ラトビア         | ER2 (23), DR1 (17), AR2 (1)                            |
| マケドニア鉄道             | マケドニア       | Class 412 (3)                                          |
| モンテネグロ鉄道           | モンテネグロ     | Class 412 (12)                                         |
| ロシア鉄道                 | ロシア           | ER1 (260), ER2 (1106), ER22 (66), ER200 (2), ER9 (617) |
| セルビア鉄道               | セルビア         | Class 412 (21)                                         |
| ウクライナ鉄道             | ウクライナ       | ER1 (?), ER2 (?), ER9 (?), DR1 (?)                     |